# Talkie-walkie
Pour les articles homonymes, voir Talkie walkie (homonymie).

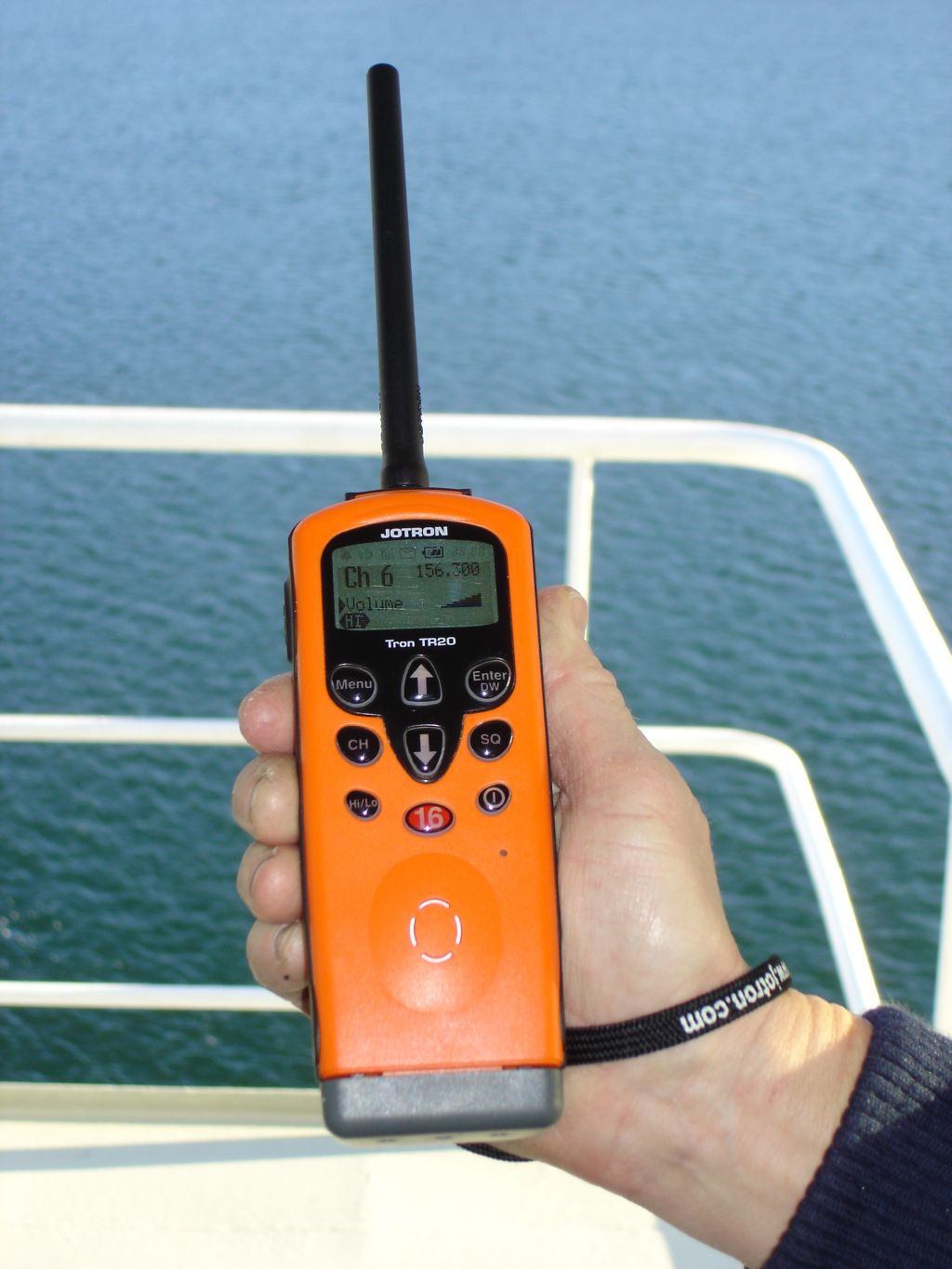
Un talkie-walkie

Un talkie-walkie, ou walkie-talkie au Canada, est un émetteur-récepteur radio mobile servant aux liaisons radiotéléphoniques tout en se déplaçant à pied. Ce type d'émetteur-récepteur est surtout utilisé en très haute fréquence (VHF) et ultra haute fréquence (UHF) afin de réduire la longueur de l'antenne.

## Dénomination
Le terme « talkie-walkie » est une déformation du terme anglais américain « walkie-talkie », composé des verbes « walk » (marcher) et « talk » (parler), et du suffixe diminutif « -ie ». Selon l'Office québécois de la langue française, les termes français équivalents sont (au Québec) :
- émetteur-récepteur portatif ;
- poste émetteur-récepteur portatif ;
- émetteur bidirectionnel.

Dans certains domaines professionnels, on utilise simplement le terme « portatif ».
Dans le langage courant québécois, on dit généralement « walkie-talkie » (/wɑːkitɑːki/). En dehors du Québec, ce synonyme est moins usuel, voire considéré comme vieilli.

## Invention

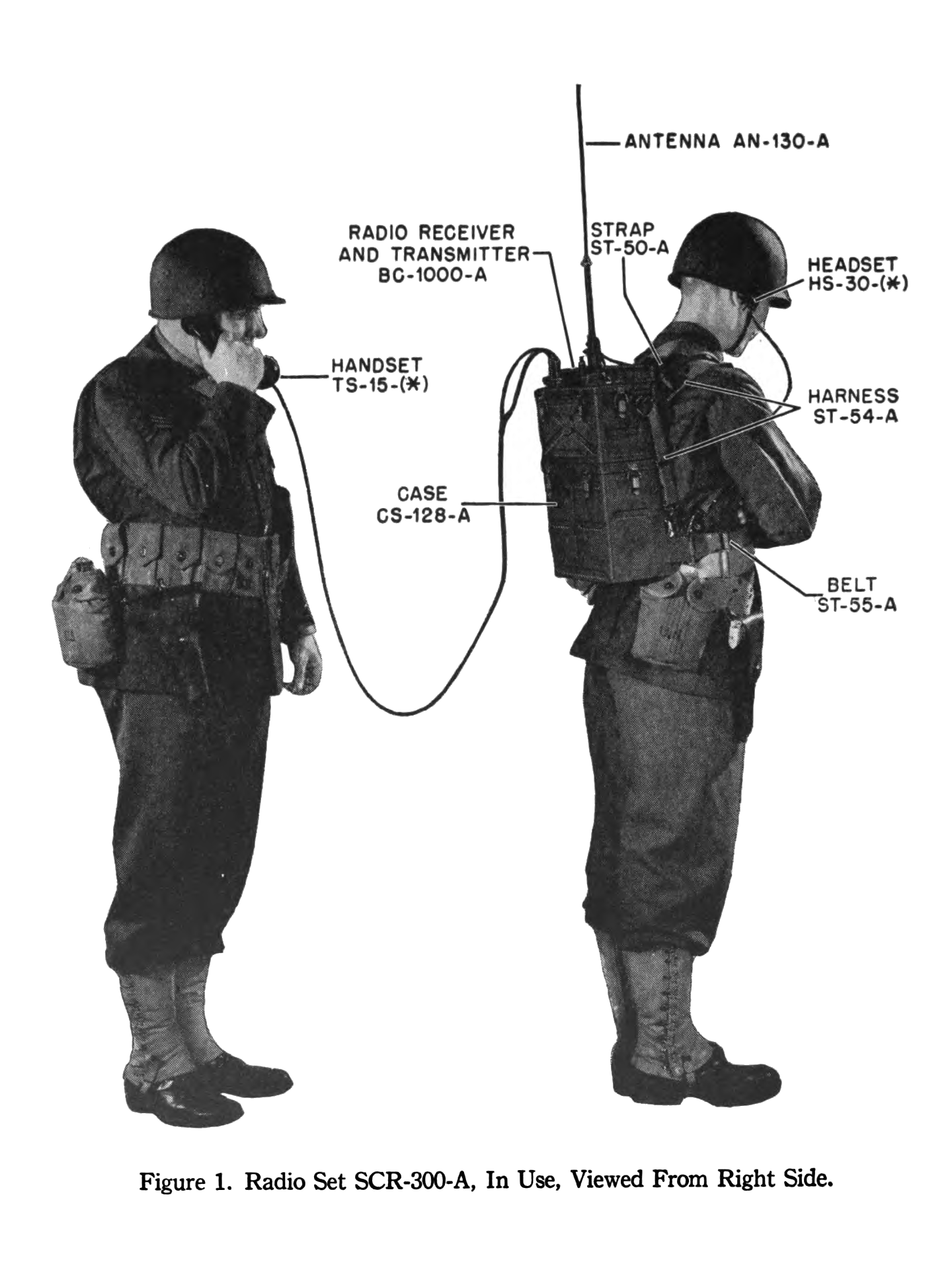
Talkie-walkie SCR-300 Motorola commercialisé en 1940.

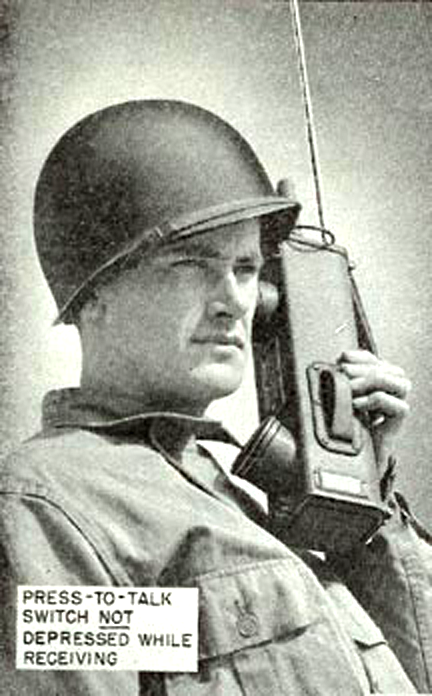
Talkie-walkie SCR-536 (1941)

Le talkie-walkie a été inventé en 1935 par Henryk Magnuski, un ingénieur polonais travaillant pour Motorola qui détient le premier brevet concernant ce type d’appareil. Les travaux ont été poursuivis vers 1937 par l'ingénieur canadien Donald Hings (en) (6 novembre 1907-25 février 2004), alors qu'il était expert en communications et géophysique pour la compagnie canadienne Cominco (alors CM&S). Il est devenu portatif en 1938 grâce à l'ingénieur Alfred Gross.
Le premier talkie-walkie commercialisé est le Motorola SCR-300. Créé en 1940 avec 50 000 unités en sac à dos fabriquées au cours de la Seconde Guerre mondiale, il pèse entre 15 et 17 kg selon la batterie utilisée et émet sur 48 canaux dans la bande 40 MHz à 48 MHz avec 0,3 W en modulation de fréquence permettant une portée d'environ 5 km.
Un deuxième modèle, le Motorola SCR-536 (en) est commercialisé en juillet 1941. Le poids de 2,5 kg (avec ses deux batteries) permet de le tenir dans les mains et il est d'abord nommé « Handie-Talkie ». L'appareil, qui offre 50 canaux, fonctionne en modulation d'amplitude dans la bande 3,5 MHz à 6 MHz avec une puissance de sortie de 0,36 W délivré à une antenne télescopique d'1 mètre maximum permettant une portée moyenne d'1,6 km sur terre (la portée varie de quelques centaines de mètres en ville à environ 5 km sur l'eau). L'autonomie en fonctionnement était d'environ une journée d'usage « normal ». À la fin de la Seconde Guerre mondiale 130 000 unités avaient été fabriqués par Motorola.
Le talkie-walkie SCR-536, fonctionnant dans la main en se déplaçant, est le modèle de principe du talkie-walkie et des radios mobiles pédestres jusqu’à ce jour.

## Histoire du nom

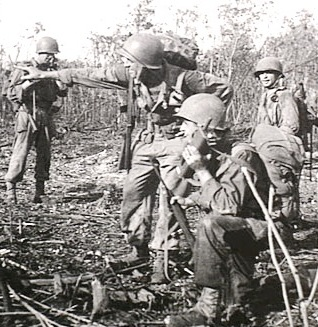
Noemfoor, Nouvelle-Guinée néerlandaise, juillet 1944. Un soldat américain (au premier plan) utilise un Walkie-Talkie pendant la bataille de Noemfoor.

Le nom de « walkie-talkie » date de 1941. En effet, lorsque monsieur Hings fit la démonstration de son appareil à Toronto, un journaliste aurait aperçu un soldat portant un modèle d'émetteur-récepteur portatif et lui aurait demandé à quoi servait l'appareil, le soldat aurait répondu qu'il permettait de parler tout en marchant. C'est de là que vient le nom « walkie-talkie ».

## Fonctionnement
La liaison est une liaison half-duplex, c'est-à-dire que la communication se passe dans les deux sens, mais pas simultanément. Chaque interlocuteur parle à tour de rôle. Avant de commencer à parler, il doit appuyer sur un bouton ou maintenir un poussoir (dépend du talkie-walkie), et le relâcher dès qu'il a fini de parler (système dit « Push to Talk », soit « appuyer pour parler »). L'autre peut alors répondre en effectuant la même action. La raison en est que le fait d'émettre ne permet plus la réception ; mais en revanche un troisième appareil pourrait recevoir deux transmissions simultanées des deux autres.
Il ne s'agit donc pas d'un half-duplex dans le sens informatique habituel[Lequel ?], mais d'un mode de fonctionnement radio standard.

## Principales utilisations
- LPD433 est un talkie-walkie de faible puissance dans la bande des 433 MHz permettent des liaisons radioélectriques à des distances de quelques dizaines de mètres, le plus souvent les interlocuteurs doivent être à vue les uns des autres pour établir la radiocommunication.
- PMR446 est un talkie-walkie dans la bande des 446 MHz pour les particuliers et les professionnels en Europe, sans licence.
- UHF marine pour les professionnels à bord d'un navire de commerce.
- Private Mobile Radiocommunications pour les professionnels.
- Canal E (VHF), ou 161,300 MHz, le canal d'appel d'urgence européen en montagne.
- Canal 16, ou 156,8 MHz, le canal international de détresse et d'appel en radiotéléphonie.
- Talkie-walkie 27MHz de type jouet d'une puissance inférieure à 50 mW à alimentation par pile miniature avec une antenne de moins d'1,5 mètre incorporée au boîtier[10].
- Talkie-walkie militaire
- Le talkie-walkie bande 144 MHz est utilisé dans le monde par les radioamateurs en mobile pédestre pour établir des radiocommunications locales.
- Le talkie-walkie sur 18,152 5 MHz 18,157 5 MHz 18,162 5 MHz est utilisé par les radioamateurs en mobile pédestre pour établir des radiocommunications continentales.

## Galerie

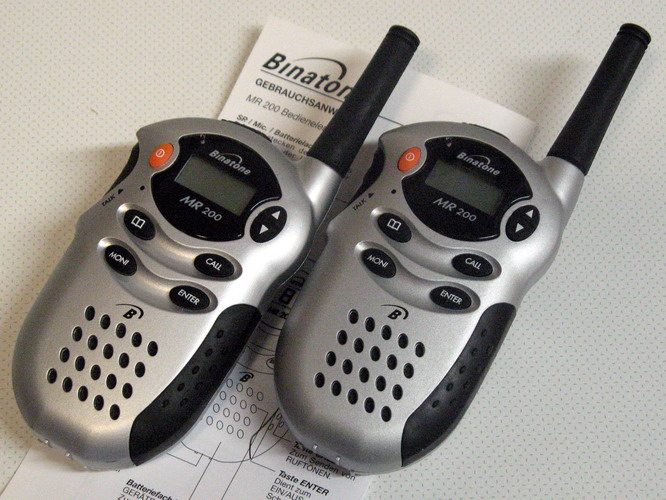
Paire de talkies-walkies 446 MHz UHF
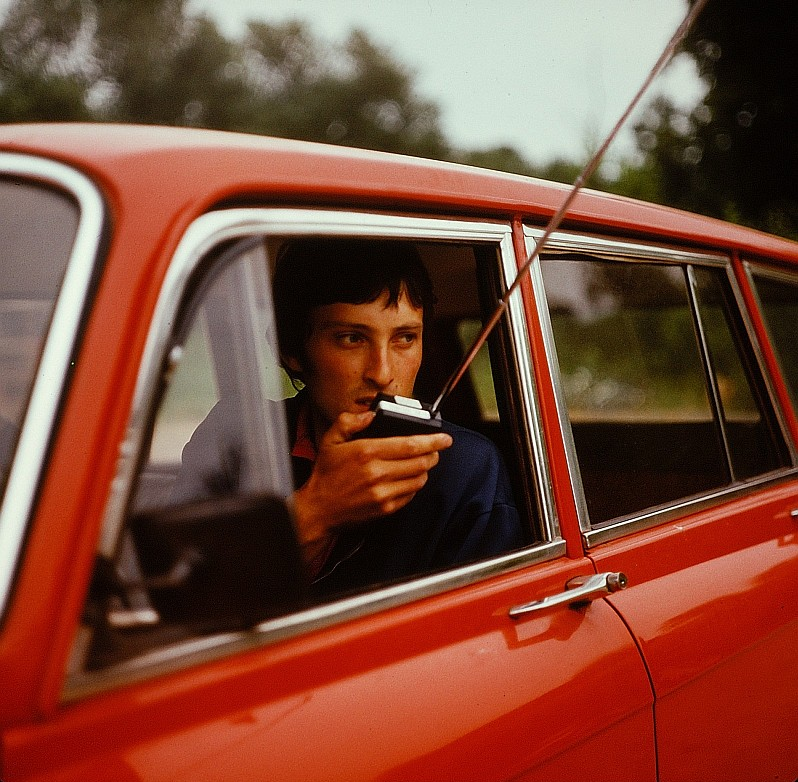
Talkie-walkie 27MHz (CB)
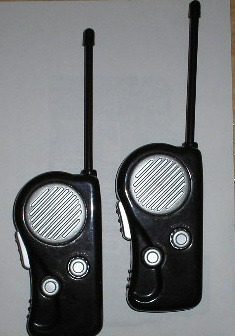
Talkie-walkie 27MHz (jouet)
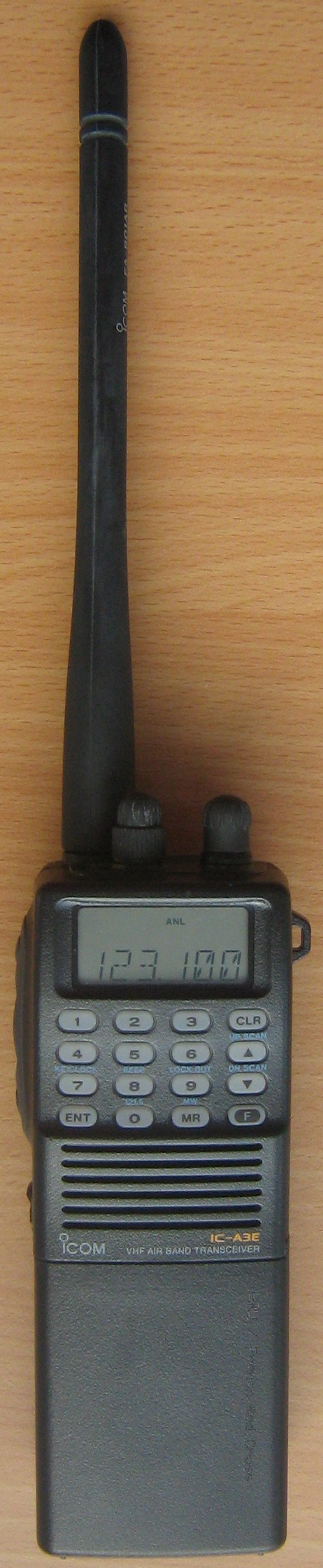
Un talkie-walkie aéronautique